# John Blackley
John Henderson Blackley (12 de maio de 1948) é um ex-futebolista escocês.

## Carreira
John Blackley competiu na Copa do Mundo FIFA de 1974, sediada na Alemanha, na qual a seleção de seu país terminou na 9º colocação dentre os 16 participantes.